# Hylocharis
Hylocharis é um género de beija-flor da família Trochilidae.
Este género contém as seguintes espécies:
- Hylocharis chrysura (Shaw, 1812) - Beija-flor-dourado
- Hylocharis cyanus (Vieillot, 1818) - Beija-flor-roxo
- Hylocharis eliciae (Bourcier e Mulsant, 1846)
- Hylocharis grayi (Delattre e Bourcier, 1846)
- Hylocharis humboldtii (Bourcier e Mulsant, 1852)
- Hylocharis sapphirina (Gmelin, 1788) - Beija-flor-safira
- Hylocharis pyropygia (Salvin e Godman, 1881) - não reconhecida pela maior parte das autoridades